# Mortoniodendron moralesii
Mortoniodendron moralesii är en malvaväxtart som beskrevs av Al.Rodr.. Mortoniodendron moralesii ingår i släktet Mortoniodendron och familjen malvaväxter. Inga underarter finns listade i Catalogue of Life.